# Пятый конгресс Коммунистического интернационала
Пятый конгресс Коммунистического интернационала проходил 17 июня — 8 июля 1924 года в Москве.
В работе конгресса приняли участие 504 делегата от 46 коммунистических и рабочих партий и 14 рабочих организаций из 49 стран. Впервые конгресс прошёл без участия В. И. Ленина.
Основной задачей съезда был анализ важнейших исторических событий, прошедших с момента Четвёртого конгресса: поражение революционных выступлений в Германии и Болгарии, репрессии против коммунистов в Италии и Польше, лейбористское правительство Макдональда в Великобритании, уход многих национальных компартий в подполье и сокращение их численности. В связи с этим возникла необходимость пересмотра стратегии и тактики Коминтерна.

## Основные вопросы
Основные вопросы, обсуждавшиеся на V Конгрессе, были:
1. Ленин и Коминтерн;
2. Доклад о деятельности и тактике Исполкома Коминтерна;
3. Мировое экономическое положение;
4. Вопрос о программе;
5. О тактике профсоюзов;
6. Национальный вопрос;
7. Организационные вопросы;
8. О фашизме.

Значительное внимание было уделено необходимости большевизации национальных компартий, борьбе с оппортунистическими элементами и усилению дисциплины в рядах Коминтерна. Резолюцией конгресса ИККИ были поручены контрольные функции за деятельностью компартий с правом корректировки и даже отмены решений их руководящих органов, их программных документов. Была введена практика посылки инструкторов орготдела ИККИ на съезды партий для передачи директив ИККИ. Компартии должны стать массовыми, налаживать связь с рабочими, гибко менять свою тактику в соответствии с изменениями политической ситуации и с учётом национальных особенностей. Все входящие в Коминтерн партии должны были перестроить свою структуру на основе производственных ячеек (во многих из них ещё преобладал социал-демократический территориальный принцип организации).

Группа делегатов V Конгресса Коминтерна (в центре нижнего ряда Хо Ши Мин)

Лев Троцкий с делегатами V Конгресса Коминтерна. Второй справа — Хо Ши Мин, третий справа — Джозеф Готон-Люнион (Joseph Gothon-Lunion), руководитель компартии Гваделупы

В рамках обсуждения тактики Единого фронта, конгресс подчеркнул, что он смотрит на эту тактику, как на способ борьбы за диктатуру пролетариата, «метод агитации и революционной мобилизации масс для целого периода»; создание каких-либо коалиций с буржуазно-демократическими партиями невозможно. Социал-демократия рассматривалась левым флангом буржуазии, в резолюции конгресса было отмечено: «все буржуазные партии, и особенно социал-демократия, принимают более или менее фашистский характер, прибегая к фашистским методам борьбы с пролетариатом». Главной причиной таких оценок стала оценка контрреволюционной деятельности социал-демократии Германии и Болгарии в ходе революционных выступлений 1923 года.
Конгресс принял решение о необходимости коммунистам вести революционную работу в реформистских профсоюзных организациях, решительно борясь с «ультралевыми» уклонами в этом вопросе, так как последние грозили превратить компартии в незначительные группировки без влияния среди рабочих масс.
Оценивая положение мирового хозяйства, конгресс отметил, что период промышленного и аграрного кризиса продолжается, неизбежны новые обострения социальных противоречий и новые бои между буржуазией и пролетариатом, при одновременном повороте мелкой буржуазии в сторону пролетариата.
Конгресс также заявил о праве Словении, Хорватии и Македонии на выход из состава Югославии.
Во время работы конгресса «польская комиссия», возглавляемая Сталиным, рассмотрела ситуацию в руководстве Коммунистической рабочей партии Польши (КРПП). В результате польская делегация переизбрала Бюро ЦК КРПП, от руководства были отстранены А. Варский и Э. Прухняк. По версии современного исследователя М. М. Мухамеджанова, причиной «польского вопроса» явилось выступление поляков, которое было расценено как оппозиционное.
К завершению работы конгресса была приурочена грандиозная торжественная  церемония передачи от Французской коммунистической партии в СССР Знамени парижских коммунаров, в которой помимо делегаций конгресса приняли участие более 400 тысяч москвичей.